# Egberto I di Meißen
Egberto I di Meißen, o Ekberto (... – 11 gennaio 1068), è stato margravio di Meißen dal 1067 sino alla sua prematura morte, avvenuta l'anno successivo.
Appartenente alla casa dei Brunonidi, era figlio di Liudolfo di Frisia, margravio di Brunswick e di Gertrude, sorella di papa Leone IX della stirpe degli Eticonidi. 

## Biografia
Egberto era conte di Brunswick dal 1038 circa, quando il padre morì.
La sua era una famiglia influente della nobiltà dell'Est della Vestfalia, la dinastia dei Brunonidi. Egli ereditò i possedimenti della casata nel Brunswick e dal 1051 circa risultò tra i maggiori possidenti della regione assieme al Vescovo di Hildesheim. Egberto inoltre estese la propria autorità agli stati della Frisia sotto la sovranità dell'arcivescovo di Amburgo-Brema. Nel 1057 ereditò i domini del fratello Bruno II.
D'altro canto egli era strettamente imparentato con la dinastia degli imperatori salici, e fu proprio Egberto a partecipare al colpo di stato di Kaiserswerth nel 1062, con il quale un gruppo di nobili, al comando dell'arcivescovo di Colonia Annone II tentò, con successo, di estendere la propria influenza sul regno di Enrico IV di Franconia al posto della madre reggente, Agnese di Poitou.

## Matrimonio e figli
Nel 1058 Egberto sposò Irmgarda (detta anche Emilia o Immula), figlia di Olderico Manfredi II di Torino e vedova di Ottone III di Svevia. Essi ebbero
- Egberto II, fu successore del padre a Meißen.
- Gertrude, che successivamente porterà Meißen in dote al marito, Enrico di Eilenburg.

| Controllo di autorità | VIAF (EN) 81704315 · CERL cnp01167749 · GND (DE) 137524706 |